# Attainville
Attainville est une commune du Val-d'Oise située au cœur de la plaine de France, et à environ 20 km au nord de Paris.
Ses habitants sont appelés les Attainvillois.

## Géographie
La commune est limitrophe de Moisselles, Baillet-en-France, Maffliers, Villaines-sous-Bois, Villiers-le-Sec, Le Mesnil-Aubry et Ézanville.
| Maffliers         | Villaines-sous-Bois | Villiers-le-Sec |
| Baillet-en-France | Attainville         | Le Mesnil-Aubry |
| Moisselles        |                     | Ézanville       |

Le centre d'Attainville est desservi par les lignes 269 du réseau de bus de la RATP et 1520 du réseau de bus de la Vallée de Montmorency, et sur sa périphérie ouest par la ligne 95.18 du réseau de bus Haut Val-d'Oise.

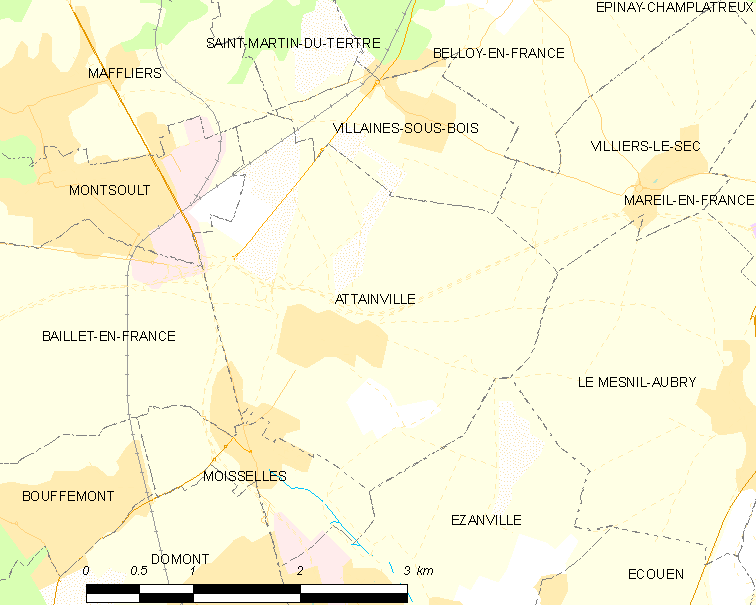
Carte de la commune.
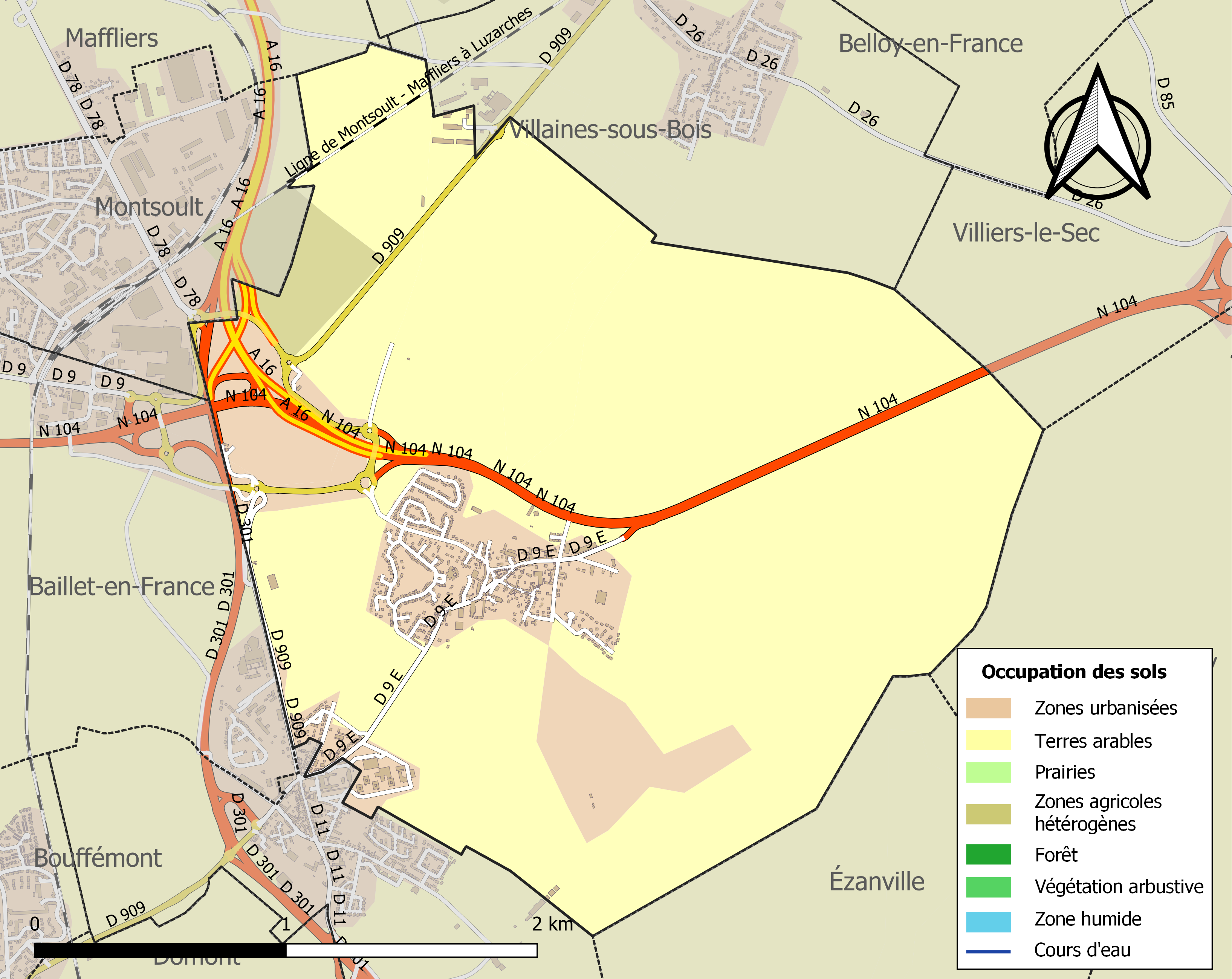
Occupation des sols.

### Climat
Pour des articles plus généraux, voir Climat de l'Île-de-France et Climat du Val-d'Oise.
En 2010, le climat de la commune est de type climat océanique dégradé des plaines du Centre et du Nord, selon une étude du CNRS s'appuyant sur une série de données couvrant la période 1971-2000. En 2020, Météo-France publie une typologie des climats de la France métropolitaine dans laquelle la commune est dans une zone de transition entre le climat océanique et le climat océanique altéré et est dans la région climatique Sud-ouest du bassin Parisien, caractérisée par une faible pluviométrie, notamment au printemps (120 à 150 mm) et un hiver froid (3,5 °C).
Pour la période 1971-2000, la température annuelle moyenne est de 11,2 °C, avec une amplitude thermique annuelle de 14,7 °C. Le cumul annuel moyen de précipitations est de 684 mm, avec 11 jours de précipitations en janvier et 7,9 jours en juillet. Pour la période 1991-2020, la température moyenne annuelle observée sur la station météorologique la plus proche, située sur la commune de Bonneuil-en-France à 12 km à vol d'oiseau, est de 12,1 °C et le cumul annuel moyen de précipitations est de 616,3 mm,. Pour l'avenir, les paramètres climatiques de la commune estimés pour 2050 selon différents scénarios d'émission de gaz à effet de serre sont consultables sur un site dédié publié par Météo-France en novembre 2022.

## Urbanisme

### Typologie
Au 1er janvier 2024, Attainville est catégorisée ceinture urbaine, selon la nouvelle grille communale de densité à sept niveaux définie par l'Insee en 2022.
Elle est située hors unité urbaine. Par ailleurs la commune fait partie de l'aire d'attraction de Paris, dont elle est une commune de la couronne,. Cette aire regroupe 1 929 communes,.

## Toponymie
Attini villa, Atenvilla, Attivilla, Atenville en 1194, Atainville en 1204. Attenvillam (1125), Atheinvilla, Atteinvillam, Atenvilla, puis Atteinville de 1750 au XIXe siècle, puis Attainville.
Le nom d'Attainville est probablement une évolution de l'agglomération de l'anthroponyme celte ou gallo-romain, ou germanique Athein (masculin) ou Adda (féminin), avec le mot latin villa, domaine.

## Histoire
À l'époque Antique, quatre établissements gallo-romains sont présents sur son territoire, dont deux établissements agricoles. Le nom d'Attenvilla est mentionné au XIIe siècle, alors paroisse appartenant à la puissante abbaye de Saint-Denis. La seigneurie passe sous la suzeraineté des Montmorency de 1292 à la Révolution.
En 1980, une ZAC dite des « Demoiselles » entraîne l'arrivée de nouveaux habitants et une évolution péri-urbaine de la commune (phénomène de « rurbanisation »), néanmoins trois fermes y maintiennent une vocation agricole.

## Économie
Attainville participe à partir de 2022 à l'expérimentation « Territoires zéro chômeur de longue durée ».

## Accès au très haut débit
Attainville a une couverture de 88,9 % (d'après le site https://www.zoneadsl.com/couverture/val-d-oise/attainville-95570.html) à la fibre optique pour les opérateurs qui sont pour l'instant disponibles dont Orange, Bouygues, Coriolis, Ozone, Knet, Nordnet, Vidéofutur, Ibloo et à 100 % en 4G pour tout opérateurs.

## Politique et administration

### Rattachements administratifs et électoraux
Rattachements administratifs
Antérieurement à la loi du 10 juillet 1964, la commune faisait partie du département de Seine-et-Oise. La réorganisation de la région parisienne en 1964 fit que la commune appartient désormais au département du Val-d'Oise et à son arrondissement de Sarcelles après un transfert administratif effectif au 1er janvier 1968.
Elle faisait partie de 1793  à 1964 du canton d'Écouen, année où elle intègre le canton de Sarcelles-Centre de Seine-et-Oise. Lors de la mise en place du Val-d'Oise, la ville intègre un nouveau canton d'Écouen, puis, en 1985, le canton de Domont. Dans le cadre du redécoupage cantonal de 2014 en France, cette circonscription administrative territoriale a disparu, et le canton n'est plus qu'une circonscription électorale.
Attainville fait partie de la juridiction d’instance de Gonesse (depuis la suppression du tribunal d'instance d'Écouen en février 2008), et du tribunal judiciaire ainsi que du Tribunal de commerce de Pontoise,.
Rattachements électoraux
Pour les élections départementales, la commune est membre depuis 2014 du canton de Fosses.
Pour l'élection des députés, elle fait partie de la septième circonscription du Val-d'Oise.

### Intercommunalité
Attainville était membre de la communauté de communes de l'Ouest de la Plaine de France, un établissement public de coopération intercommunale (EPCI) à fiscalité propre créé fin 2001 et auquel la commune avait transféré un certain nombre de ses compétences, dans les conditions déterminées par le code général des collectivités territoriales.
Dans le cadre des dispositions de la loi MAPAM du 27 janvier 2014, qui prévoit la généralisation de l'intercommunalité à l'ensemble des communes et la création d'intercommunalités de taille importante en banlieue parisienne, cette intercommunalité a fusionné avec sa voisine pour former, le 1er janvier 2016, la communauté d'agglomération Plaine Vallée dont est désormais membre la commune.

### Tendances politiques et résultats
Attainville semble être ancrée à droite. Ainsi Nicolas Sarkozy a réalisé 34 % au premier tour contre 20 % pour Ségolène Royal.
En revanche ce constat est à nuancer par le score de Jean-Paul Huchon lors des élections régionales de 2010. En effet ce dernier a réalisé un score de 56,62 % au second tour, contre 43,38 % pour Valérie Pécresse.

### Liste des maires
| Période                                  | Période                    | Identité                  | Étiquette | Qualité                     |
| ---------------------------------------- | -------------------------- | ------------------------- | --------- | --------------------------- |
| Les données manquantes sont à compléter. |                            |                           |           |                             |
| -                                        | 1794                       | Louis Meunier             |           |                             |
| 1794                                     | 1796                       | François Piot             |           |                             |
| 1796                                     | 1807                       | Martin Thiphaine          |           |                             |
| 1807                                     | 1824                       | Edmé André Balde          |           |                             |
| 1824                                     | 1831                       | Louis Alexandre Thiphaine |           |                             |
| 1831                                     | 1834                       | Henri Sainte-Beuve        |           | Conseiller d'arrondissement |
| 1834                                     | 1845                       | Antoine Prevost de Bord   |           |                             |
| 1845                                     | 1856                       | Henri Sainte-Beuve        |           |                             |
| 1856                                     | 1870                       | Charles Sainte Beuve      |           |                             |
| 1870                                     | 1904                       | Esprit Alexandre Devouges |           |                             |
| 1904                                     | 1908                       | Henri Émile Devouges      |           |                             |
| 1908                                     | 1940                       | Auguste Fouillaux         |           |                             |
| 1940                                     | 1945                       | Maurice Thirouin          |           |                             |
| 1945                                     | 1953                       | René Dubois               |           |                             |
| 1953                                     | 1960                       | Joseph Lemoing            |           |                             |
| 1960                                     | 1965                       | Édouard Delsupexhe        |           |                             |
| 1965                                     | 1977                       | Antoine Lagarde           |           |                             |
| mars 2001                                | 2008                       | Georges Misserey          | DVG       |                             |
| mars 2008                                | 2014                       | M. Dominique de Sutter    |           |                             |
| avril 2014                               | 2020                       | Odette Lozaic             |           |                             |
| mai 2020                                 | En cours (au 25 mars 2025) | Yves Citerne              |           |                             |

## Démographie
L'évolution du nombre d'habitants est connue à travers les recensements de la population effectués dans la commune depuis 1793. Pour les communes de moins de 10 000 habitants, une enquête de recensement portant sur toute la population est réalisée tous les cinq ans, les populations de référence des années intermédiaires étant quant à elles estimées par interpolation ou extrapolation. Pour la commune, le premier recensement exhaustif entrant dans le cadre du nouveau dispositif a été réalisé en 2007.

En 2022, la commune comptait 1 834 habitants, en évolution de +5,95 % par rapport à 2016 (Val-d'Oise : +4 %, France hors Mayotte : +2,11 %).
| 1793 | 1800 | 1806 | 1821 | 1831 | 1836 | 1841 | 1846 | 1851 |
| ---- | ---- | ---- | ---- | ---- | ---- | ---- | ---- | ---- |
| 364  | 338  | 309  | 314  | 379  | 368  | 412  | 383  | 390  |

| 1856 | 1861 | 1866 | 1872 | 1876 | 1881 | 1886 | 1891 | 1896 |
| ---- | ---- | ---- | ---- | ---- | ---- | ---- | ---- | ---- |
| 372  | 356  | 341  | 346  | 342  | 341  | 350  | 351  | 319  |

| 1901 | 1906 | 1911 | 1921 | 1926 | 1931 | 1936 | 1946 | 1954 |
| ---- | ---- | ---- | ---- | ---- | ---- | ---- | ---- | ---- |
| 355  | 343  | 340  | 381  | 407  | 437  | 431  | 374  | 413  |

| 1962 | 1968 | 1975 | 1982 | 1990  | 1999  | 2006  | 2007  | 2012  |
| ---- | ---- | ---- | ---- | ----- | ----- | ----- | ----- | ----- |
| 455  | 503  | 504  | 589  | 1 375 | 1 732 | 1 808 | 1 819 | 1 820 |

| 2017  | 2022  | - | - | - | - | - | - | - |
| ----- | ----- | - | - | - | - | - | - | - |
| 1 702 | 1 834 | - | - | - | - | - | - | - |

## Culture locale et patrimoine

### Lieux et monuments

#### Monument historique

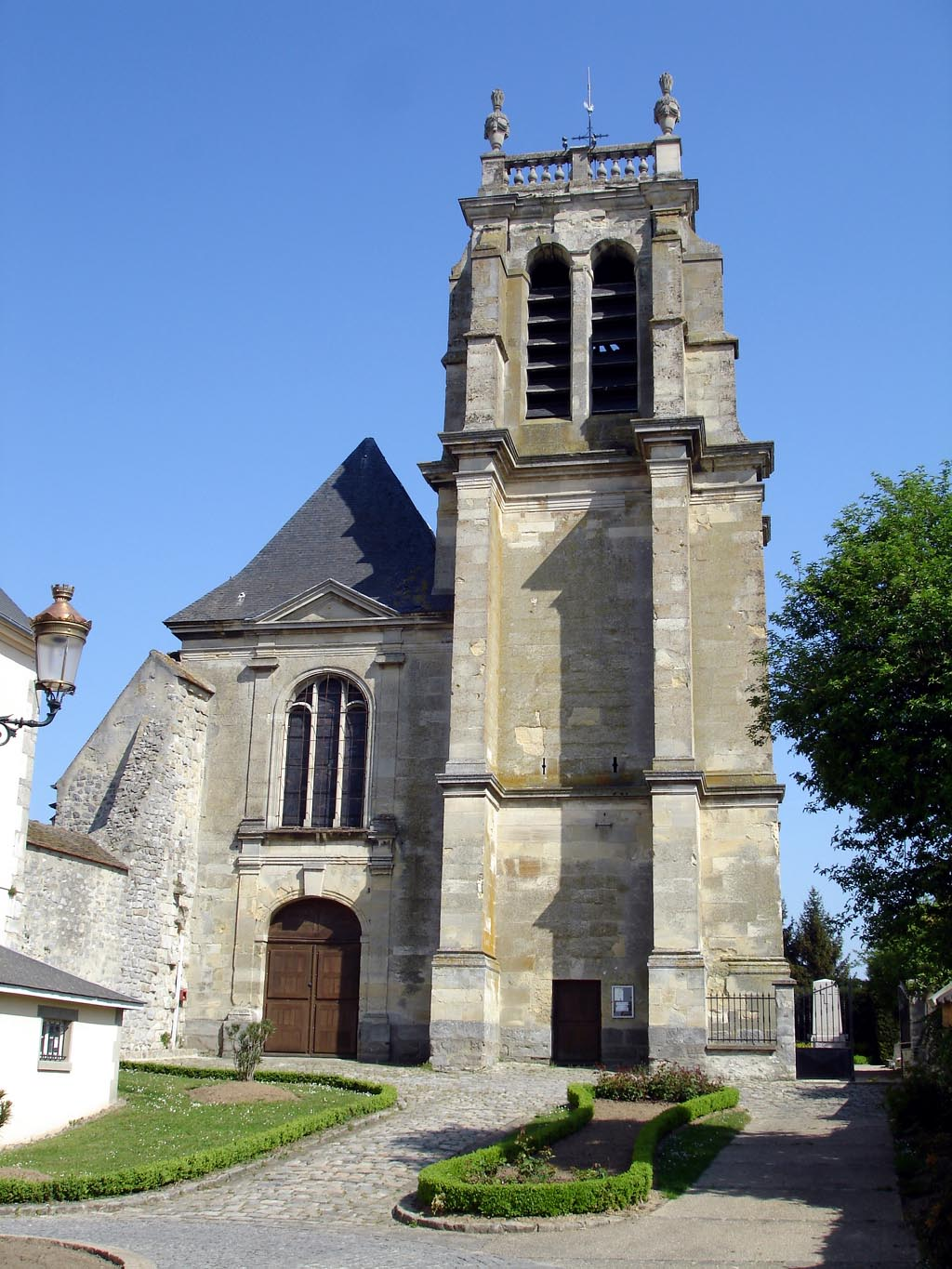
Façade ouest de l'église Saint-Martin.

Attainville ne compte qu'un seul monument historique sur son territoire.
L'église Saint-Martin, classée monument historique par arrêté du 11 décembre 1912, est située passage de l'Église. De style Renaissance, elle a été construite entre 1570 et 1576 sous la direction du maître-maçon Nicolas de Saint-Michel, mais elle n'est pas entièrement terminée à sa consécration le 9 septembre 1576. Le clocher ne fut achevé qu'au XVIIe siècle, et la nef a dû être reconstruite sous la Restauration. L'édifice se compose d'une nef aveugle de cinq travées ; d'un chœur polygonal d'une seule travée ; du clocher s'élevant au sud de la première travée de la nef ; d'un bas-côté sud de quatre travées ; et d'un bas-côté nord sur toute la longueur de la nef, mais de largeur variable et réduite. Le toit ne possède pas de pignon. La partie centrale de la façade occidentale, en fait orientée vers le sud-nord-ouest, est surmontée d'un petit fronton triangulaire et s'organise sur deux niveaux, tous les deux cantonnés de pilastres d'une facture simple. Le portail plein cintre est surmontée par une grande verrière également plein cintre, tout comme les baies du bas-côté sud et du chœur. Les contreforts des bas-côtés sont couronnés par des chevrons. Quant au clocher, il se termine par des balustrades, sans toit visible, et les quatre angles sont ornés de pots-à-feu,.

## Attainville au cinéma et à la télévision
En 1954, l'équipe de tournage du film La Madelon repère les ruines de la ferme du Richer. Ayant besoin d'un décor naturel évoquant un site détruit pendant la Première Guerre mondiale, les cinéastes décident d'y tourner une séquence. Le film sort en 1955.
En 2007, Stéphane Allagnon tourne une scène de Vent mauvais au carrefour de la Croix-Verte.